# Holzmannshaus
Holzmannshaus ist ein Weiler und war zusammen mit Knechtlishaus und Pfannenstil und ab 1812 mit Hofen eine Ortsgemeinde im Kanton Thurgau (Schweiz), die von 1803 bis 1871 bestand und der Munizipalgemeinde Sirnach zugeordnet war.
Auf der Landeskarte der Schweiz war Holzmannshaus bis 2013 unter der mundartlichen Bezeichnung Holpmishus verzeichnet.

## Geschichte

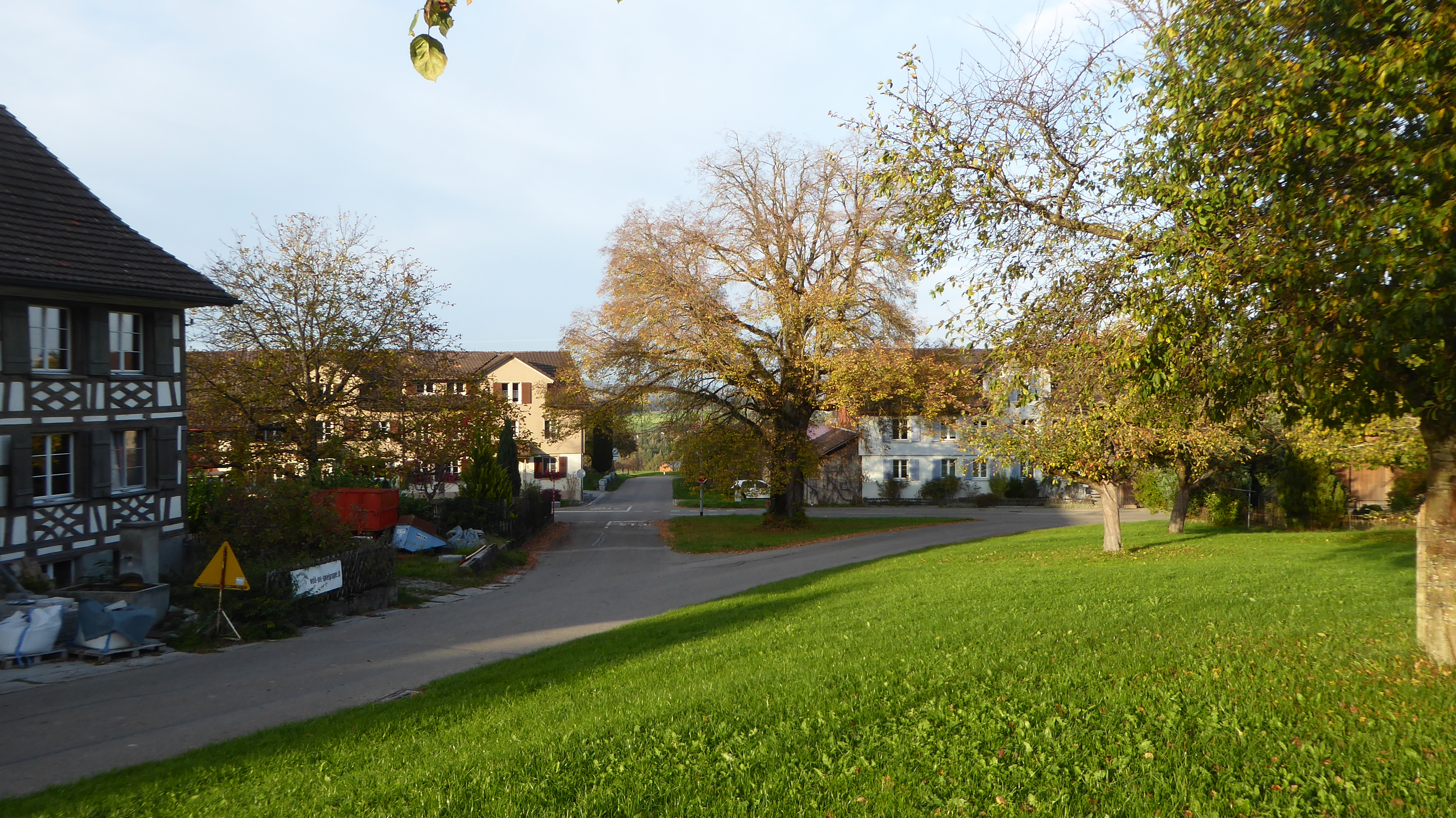
Pfannenstil war ein Teil der Ortsgemeinde Holzmannshaus.

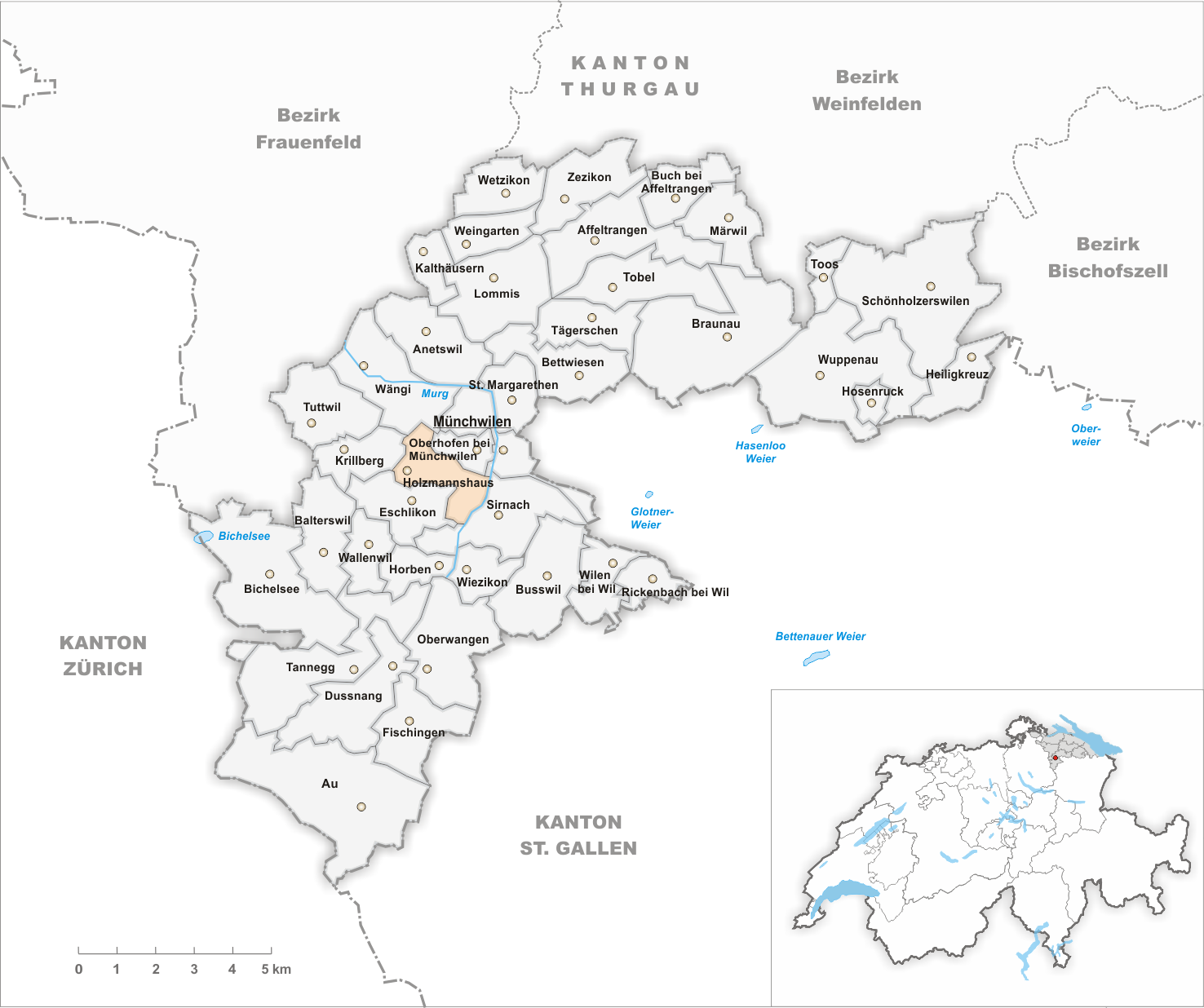
Gemeindestand vor der Fusion im Jahr 1871

Holzmannshaus wurde das erste Mal 1448 als des Holtzmans guot bei Eschlikon urkundlich erwähnt. Holzmannshaus lag in den sogenannten Hohen Gerichten am Tuttwilerberg, wo vom Spätmittelalter bis 1798 der eidgenössische Landvogt bzw. der von ihm eingesetzte Vogt zu Hofen das Hoch- und das Niedergericht innehatte. Kirchlich teilte Holzmannshaus das Schicksal der Pfarrei Sirnach.
1803 wurde Holzmannshaus eine Ortsgemeinde, zu der 1812 die bisher selbständige Gemeinde Hofen hinzukam; Güter und Verwaltung blieben jedoch getrennt. Bei der Auflösung der Ortsgemeinde Holzmannshaus im Jahre 1871 kam Hofen zur Ortsgemeinde Sirnach und der Rest der aufgelösten Gemeinde zur Ortsgemeinde Oberhofen bei Münchwilen und mit ihr 1950 zu Münchwilen.

## Bevölkerung
| Bevölkerungsverteilung                            | 1870        | 1888  | 2000  | 2010  | 2018  |
| ------------------------------------------------- | ----------- | ----- | ----- | ----- | ----- |
| Holzmannshaus                                     |             |       | 69    | 47    | 62    |
| Holzmannshaus (mit Knechtlishaus und Pfannenstil) | 205         | 118   |       |       |       |
| Hofen                                             | 205         | 103   |       |       |       |
| Quelle                                            | [ 2 ] [ 4 ] | [ 4 ] | [ 5 ] | [ 6 ] | [ 1 ] |